# Berga-Kelbra
Berga-Kelbra – stacja kolejowa w Berga, w kraju związkowym Saksonia-Anhalt, w Niemczech. Znajdują się tu 3 perony.